# رفيق حسينوف
رفيق حسينوف (مواليد 16 مايو 1988) هو لاعب مصارعة يونانية رومانية أذربيجاني، حصل على الميدالية البرونزية في وزن 77 كج في أولمبياد 2020.
تُوّج رفيق حسينوف تقديرًا لخدماته في الرياضة الأذربيجانية، بميدالية "التقدم" بموجب مرسوم رئيس أذربيجان إلهام علييف بتاريخ 29 يونيو 2015، وبوسام "من أجل خدمة الوطن" من الدرجة الثالثة بموجب مرسوم آخر بتاريخ 12 أغسطس 2021.

## وصلات خارجية
- رفيق حسينوف على موقع قاعدة بيانات المصارعة الدولية (الإنجليزية)
- رفيق حسينوف على موقع اللجنة الأولمبية الدولية (الإنجليزية)
- رفيق حسينوف على موقع أوليمبيديا (الإنجليزية)
- رفيق حسينوف على موقع اللجنة الأولمبية الأذربيجانية (الأذربيجانية)